# Discipline, toezicht en straf
Discipline, toezicht en straf: de geboorte van de gevangenis is een boek van Michel Foucault oorspronkelijk uitgegeven in 1975 onder de titel Surveiller et punir: Naissance de la prison en in 1989 naar het Nederlands vertaald. Foucault onderzoekt er de veranderingen die het westers strafrechtelijk systeem onderging sinds de middeleeuwen. Zijn belangrijkste conclusie is een verandering in het straffen; van straffen van het lichaam (lijfstraffen) naar straffen van de geest (morele verbetering).

## Deel 1: De lijfstraf
Foucault begint met een verslag van de rituele wreedheid van de executie van de gefaalde koningsmoordenaar Robert François Damiens in de late 18de eeuw en stelt daartegenover de brute monotonie van het dagschema van het tehuis van jeugdige gevangenen in Parijs.
Gedurende de periode van de openbare marteling vond het schavot een slachtoffer in het lichaam van de veroordeelde dat een antithese was van het recht en de kracht van de koninklijke macht. De lijfstraf moest daarom aan twee voorwaarden voldoen. Ten eerste moest ze op het slachtoffer duidelijk zichtbaar zijn en ten tweede moest ze opzienbarend zijn; een ceremonie waarin de justitie al haar krachten openbaart. In deze ceremoniën vertolkte het volk de hoofdrol, de wraak van de koning moest de wraak van het volk zijn. Het onverwachte gevolg was dat het geroerde 'plebs' soms hun held van de brandstapel ging bevrijden in plaats van hun handen en harten te verwarmen aan het vuur van de straffende soeverein. Foucault concludeert dat publieke terechtstellingen gekwalificeerd werden als inefficiënt en niet-economisch. Het was de antithese van de bezorgdheden van de staat: orde en veralgemening.

## Deel 2: De hervormde straf
Het tweede deel handelt over de periode van de grote 'hervormers' zoals Cesare Beccaria, Joseph Michel Antoine Servan, Jean-Baptiste Mercier Dupaty, Pierre Louis de Lacretelle, Duport, Claude-Emmanuel de Pastoret en Guy-Jean-Baptiste Target. De gevangenis werd voorafgegaan door een andere vorm van publiek spektakel. Het schouwspel van publieke marteling werd opgevolgd door dat van de dwangarbeid. Jacques Pierre Brissot pleit voor 'schoolreizen' naar dwangarbeiderskampen. "Dergelijke pelgrimstochten zouden nuttiger zijn dan die van de Turken naar Mekka." Men voelde de drang om misdadigers te transformeren. Er bestonden reeds voorlopers, namelijk de Hollandse en Vlaamse correctionele werkhuizen (Het Amsterdamse Rasphuis en het 'maison force' te Gent). Straffen werd 'milder' maar niet om humanitaire redenen. Het recht van de soeverein om te straffen was zo disproportioneel dat het inefficiënt en oncontroleerbaar was. Reformisten vonden dat de strafrechtelijke macht meer gelijk verdeeld zou moeten worden. Uit deze beweging naar 'veralgemeend straffen' ontstonden duizenden 'mini-theaters' van het straffen. Deze veranderde 'technologie' van de straf bestond uit allerlei vormen van dwang en plichtenschema's die worden opgelegd en voortdurend herhaald. Geen wrede executies meer maar oefeningen: dagroosters, geregelde activiteiten, stilte, ijver, eerbied en goede gewoonten. De bedoeling is niet zozeer een verantwoordelijk burger te scheppen maar een individu dat onderworpen is aan gewoonten, regels en bevelen.  Volgens Foucault was dit argument belangrijker dan het humanitaire.

## Deel 3: Discipline
Volgens Foucault groeide de gevangenis als straf voor elke misdaad uit de ontwikkeling van discipline in de 18de en 19de eeuw. Gevangenissen werden de zetel van totaal en ononderbroken toezicht. De politieke droom van de moderne burgerlijke cultuur was een 'disciplinaire samenleving'.  Die discipline creëert individualiteit en heeft 4 kenmerken;
- Ze is cellulair; bepaalt de ruimtelijke plaats van lichamen
- Ze is organisch; discipline verzekert dat activiteiten die van de lichamen geëist worden 'natuurlijk' lijken
- Ze is genetisch; ze controleert de evolutie van lichamen door de tijd
- Ze is combinatorisch; discipline maakt de bundeling van krachten van verschillende lichamen tot één grote kracht mogelijk.

Die individualiteit kan geïmplementeerd worden in systemen die officieel egalitair zijn, maar die discipline gebruiken om niet-egalitaire machtsrelaties te scheppen.
De bourgeoisie kwam aan de macht onder het mom van een egalitaire en vrije samenleving (parlementaire democratie). Maar de ontwikkeling en veralgemening van disciplinaire mechanismen vormde de duistere kant van deze maatschappijvorm. Het is de verlichting die de twijfelachtige eer toebedeeld krijgt om naast de vrijheid ook de discipline te hebben uitgevonden. Volgens Foucault creëert discipline de 'gewillige lichamen' ideaal voor de nieuwe economieën, politiek en oorlog van het industriële tijdperk. Discipline ontstaat niet door buitensporig machtsvertoon maar door zorgvuldige observatie en het 'boetseren' van lichamen tot de  passende vorm door deze observatie. Dit veronderstelde een bepaalde vorm van instelling welke volgens Foucault een voorbeeld vindt in Jeremy Benthams Panopticon. Foucault noemde het panopticisme.

## Deel 4: De gevangenis als disciplinerende instelling
Het vierde en laatste deel handelt over de geboorte van de gevangenis in de eigenlijke zin. Rond 1800 gaat detentie de basis vormen van het strafsysteem. De gevangenis wordt onderdeel van een overkoepelend 'gevangenissysteem' van de moderne maatschappij. Foucault weidt uit over de effecten van systematisch gevangenschap en haar uitbreiding tot ver over de grenzen van de legale gevangenisstraf. We leven nu in een 'universele maatschappij van het normatieve', gedomineerd door de machten van de normaliteit en toezicht. Op school maken we kennis met de leraar-rechter, in het ziekenhuis met de arts-rechter en als marginaal met de opvoeder-rechter. Zo is tevens verklaard waarom en hoe de mens het straffen heeft leren verdragen: "Gedragen door de alomtegenwoordigheid van de disciplinerende voorzieningen en gesteund door het instrumentarium van het gevangenschap is de normaliserende macht een van de belangrijkste in onze samenleving geworden" (p. 424).
Foucault toont dat het panopticum van Bentham niet uit de lucht viel, maar een bekroning is van een machtstype die zich sinds de zeventiende eeuw met de opkomst van het kapitalisme langzaam ontwikkelt. Deze machtsuitoefening combineert wat Foucault 'de disciplines' noemt met 'het normale'. Disciplines zijn onopvallende technieken die mensen kneedbaar, beheersbaar en kenbaar maken. Ze krijgen vorm in afgesloten ruimtes: fabrieken, scholen, kazernes, ziekenhuizen en gevangenissen. Centraal in alle disciplines staat de norm, de macht van het normale en de test. De normalisering en het plaatsen van mensen op de gausscurve brengt onderscheid aan tussen individuen. De toetsingstechnieken verbinden macht en kennis.
Foucault eindigt zijn werk met een voetnoot waarin hij vertelt dat zijn boek als historisch achterland dient voor studies over de normaliserende macht en de kennisvormen in de huidige samenleving.

## Bron
- Discipline, toezicht en straf: de geboorte van de gevangenis / Michel Foucault, Groningen, Historische uitgeverij, 2018, ISBN 9789065540645